# Aleksandar Borković (giocatore di football americano)
Aleksandar Borković (Inđija, 14 dicembre 1999) è un giocatore di football americano serbo, che gioca come wide receiver per i Fehérvár Enthroners.
Ha iniziato a giocare agli Inđija Indians; ha quindi firmato con gli spagnoli Mallorca Voltors, per poi tornare in Serbia ai Beograd Vukovi. Si è poi trasferito ai cechi Znojmo Knights (nel campionato austriaco) e quindi ai Prague Lions. Dal 2025 gioca per i Fehérvár Enthroners.
Anche suo fratello Stefan gioca a football americano.

## Palmarès
- 1 Serbian Bowl (2021)